# Panajotis Dimitriu
Panajotis Dimitriu, gr. Παναγιώτης Δημητρίου (ur. 6 maja 1939 w Strongilo) – cypryjski polityk, prawnik, eurodeputowany V (w 2004) i VI kadencji.

## Życiorys
Studiował pedagogikę w cypryjskim kolegium nauczycielskim, a następnie prawo w Londynie. Był aktywnym członkiem Cypryjskiej Organizacji Wyzwolenia Narodowego (EOKA). Po uzyskaniu niepodległości w 1960 pracował jako nauczyciel w szkole podstawowej, był sekretarzem generalnym organizacji zrzeszającej nauczycieli (POED).
Należał do założycieli Zgromadzenia Demokratycznego, wielokrotnie odpowiadał za jego kampanie wyborcze. W 1997 został zastępcą przewodniczącego tej partii Był wybierany do Izby Reprezentantów w 1970, a także w 1996 i 2001. Reprezentował krajowy parlament w Konwencie Europejskim.
Po akcesie Cypru do UE od maja do lipca 2004 był eurodeputowanym V kadencji. W wyborach w tym samym roku jako kandydat Zgromadzenia Demokratycznego uzyskał mandat posła do Parlamentu Europejskiego. Należał do grupy chadeckiej, pracował w Komisji Spraw Konstytucyjnych oraz w Komisji Wolności Obywatelskich, Sprawiedliwości i Spraw Wewnętrznych. W PE zasiadał do 2009.